# ريتشارد تي كرودر
ريتشارد تي كرودر (بالإنجليزية: Richard Thomas Crowder)‏ هو دبلوماسي أمريكي، ولد في 1939.